# 諾瓦拉戰役 (1849年)
諾瓦拉戰役或稱比可卡戰役（比可卡是諾瓦拉的一區）是第一次義大利獨立戰爭中一場重要的戰役，交戰的雙方為奧地利帝國與薩丁尼亞王國。戰役時間包括1849年3月22日整天，並持續到隔天拂曉才結束，最終以皮埃蒙特（薩丁尼亞）軍隊遭受重大挫敗並撤退告終。

## 历史
奧薩雙方於1848年才達成一不穩定的停戰僅持續不到七個月，薩丁尼亞國王卡洛·阿爾貝托就於1849年3月12日宣布廢止協議。奧軍便於倫巴底地區發起攻勢，並在約瑟夫·拉德茨基元帥的率領下攻占了莫尔塔拉的要塞。
奧軍攻佔了莫爾塔拉後，與皮軍在位於米蘭西方28英里（45）的諾瓦拉地區交戰。遠比四萬五千名皮軍更有紀律的七萬名奧軍，又如同前一年的庫斯托扎戰役那樣徹底擊潰對方。皮軍同時未能得到其他義大利諸邦的協助。哥洛拉莫·拉莫里諾將軍被指控在諾瓦拉戰役中違抗命令，並於同年被處決。
皮軍隨後被迫退至阿爾卑斯山腳下的博尔戈马内罗，同時奧軍也佔領了諾瓦拉、韦尔切利、特里诺，並打開了通往薩丁尼亞首都都靈的道路。
奧地利將軍尤利烏斯·雅各·馮·海瑙男爵逼降了位於米蘭東北方54英哩的布雷西亞，卡洛·阿爾貝托被迫退位給兒子维托里奥·埃马努埃莱(他未來成為義大利統一後的第一位國王)。 弗里德里希·恩格斯寫道「在這場挫敗之後，一場革命與成立共和國的期望在都靈被散播開來，然而卻因卡洛·阿爾貝托傳位於長子而被澆熄。」 儘管羅馬共和國於2月宣布成立，以及威尼斯共和國也存在，皮埃蒙特共和國最終未能誕生。卡洛·阿爾貝托將自己放逐到葡萄牙的波爾圖，不久便死於當地。

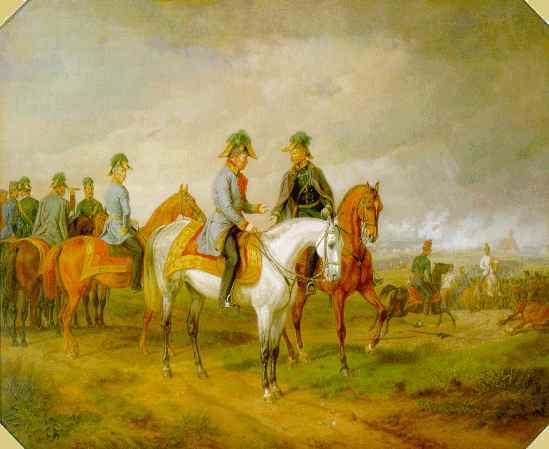
Albrecht Adam, Die Schlacht bei Novarra (諾瓦拉戰役), 1858

8月9日雙方簽訂了和平條約，皮埃蒙特被迫賠償6500萬法郎給奧地利。每年都會有該場戰役的歷史重演。 奧地利的巡防艦諾瓦拉號就是得名於奧軍此場勝利之後，該艦還曾於1857年及1859年進行環遊世界的科學遠征。

## 外部連結
- 諾瓦拉戰役, Forces in the Field, lastoria.org（页面存档备份，存于）